# Reclinomonas
Reclinomas is een geslacht bestaande uit kleine protozoas die zich voeden met bacteriën. De soort Reclinomonas americana heeft 97 mitochondriale genen, het grootste aantal dat bekend is.
Reclinomas is geklasseerd onder de Excavata.